# آب‌انبار امامزاده سرند
آب‌انبار امامزاده ، اثری است مربوط به دوره صفویه که در شهرستان فردوس ،دهستان باغستان، روستای سرند جنب آرامگاه امامزاده سلطان ابوالقاسم واقع شده‌است.
این اثر در تاریخ ۲۶ دی ۱۳۸۶ با شمارهٔ ثبت ۲۰۵۷۵ به‌عنوان یکی از آثار ملی ایران به ثبت رسیده است.